# Туряці
Туряці (хорв. Turjaci) — населений пункт у Хорватії, в Сплітсько-Далматинській жупанії у складі міста Синь.

## Населення
Населення за даними перепису 2011 року становило 1 138 осіб.
Динаміка чисельності населення поселення:

## Клімат
Середня річна температура становить 13,26 °C, середня максимальна – 28,64 °C, а середня мінімальна – -2,54 °C. Середня річна кількість опадів – 891 мм.
| Клімат поселення                              | Клімат поселення | Клімат поселення | Клімат поселення | Клімат поселення | Клімат поселення | Клімат поселення | Клімат поселення | Клімат поселення | Клімат поселення | Клімат поселення | Клімат поселення | Клімат поселення | Клімат поселення |
| Показник                                      | Січ.             | Лют.             | Бер.             | Квіт.            | Трав.            | Черв.            | Лип.             | Серп.            | Вер.             | Жовт.            | Лист.            | Груд.            |                  |
| Середній максимум, °C                         | 9,74             | 11,34            | 14,92            | 18,48            | 23,04            | 26,73            | 28,64            | 28,50            | 23,82            | 18,92            | 13,31            | 10,26            |                  |
| Середня температура, °C                       | 3,61             | 5,18             | 8,76             | 12,32            | 16,89            | 20,57            | 23,37            | 23,22            | 18,55            | 13,65            | 8,03             | 4,99             |                  |
| Середній мінімум, °C                          | −2,54            | −0,97            | 2,62             | 6,18             | 10,73            | 14,42            | 18,09            | 17,94            | 13,26            | 8,37             | 2,76             | −0,29            |                  |
| Норма опадів, мм                              | 75               | 65               | 71               | 76               | 62               | 60               | 42               | 55               | 78               | 97               | 114              | 96               |                  |
| Середньомісячна швидкість вітру, м/с          | 2.18             | 2.49             | 2.68             | 2.54             | 2.27             | 2.04             | 2.06             | 1.89             | 2.05             | 2.08             | 2.50             | 2.48             |                  |
| Середньомісячна сонячна радіація, кДж/м²·день | 5388             | 8208             | 11849            | 16239            | 20156            | 22701            | 24439            | 21516            | 15909            | 10365            | 5890             | 4616             |                  |
| --------------------------------------------- | ---------------- | ---------------- | ---------------- | ---------------- | ---------------- | ---------------- | ---------------- | ---------------- | ---------------- | ---------------- | ---------------- | ---------------- | ---------------- |
| Джерело:                                      |                  |                  |                  |                  |                  |                  |                  |                  |                  |                  |                  |                  |                  |